# Required Navigation Performance

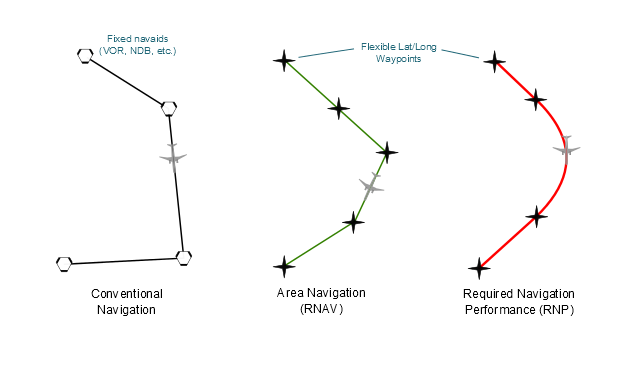
Schéma explicatif

La Required Navigation Performance (RNP) est une catégorie de la PBN (Performance Based Navigation) permettant à un aéronef de suivre une trajectoire en 2D ou 3D.

## Précision de navigation
Les systèmes RNP et RNAV sont très ressemblants. La différence entre ces deux systèmes est le système de surveillance de la performance et d'alerte. Un aéronef ne disposant pas d'un tel système n'est pas éligible à l'usage des routes et approches RNP.
L'appareil donne une estimation de l'erreur de position : l'ANP (Actual Navigation Performance). Si l'ANP dépasse la RNP alors le système avertit l'équipage.
La valeur associée à la RNP indique la précision de navigation requise. La norme RNP 4 signifie que la position indiquée de l'avion doit être dans un rayon de 4 milles nautiques autour de la position réelle de l'avion. La norme RNP 0.3 correspond à un rayon de 0.3 NM. Notons que la norme RNP 10 est en réalité une norme RNAV 10 qui n'a pas été renommée pour éviter d'importants coûts à certains pays qui avaient noté RNP 10 aux débuts de la navigation basée sur la performance. Un aéronef dont l'ANP est inférieure à la RNP demandée peut donc naviguer en sécurité.